# Там, де гори білі
«Там, де гори білі» («Ақ шаңқан таулар») — радянський художній фільм 1973 року, знятий режисерами Асхатом Ашраповим і Віктором Пусурмановим на кіностудії «Казахфільм».

## Сюжет
Доля особливо не жалувала старого Мирзагалі, а він не любив людей. Але свою білу верблюдицю, Аріану, він беріг і душі в ній не чув. А коли захворів і зліг у лікарню, Аріані підрізали жилки очей, щоб вона прийняла місцевого самця й більше не дивилася в бік білих гір. Народивши, Аріана остаточно осліпла. А коли верблюд зміцнів, вона побігла з ним назустріч вітру. Мирзагалі не став утримувати тварин.

## У ролях
- Нурмухан Жантурін — Мирзагалі
- Бікен Римова — Асіма
- Мухтар Найманбаєв — Шолак
- Наталія Арінбасарова — Макпал
- Ануарбек Молдабеков — Марат
- Макіль Куланбаєв — Сагингалі
- Мухтар Отебаєв — Кокайдай
- Єлубай Умурзаков — епізод
- Гульзіпа Сиздикова — сусідка
- Герман Юшко — товариш
- Станіслав Кабєшев — товариш
- Кадир Джетпісбаєв — епізод
- Х. Хайрулліна — епізод
- Жамал Жалмухамедова — епізод
- О. Ісакова — попутниця
- Дюсен Касеїнов — попутник
- Х. Карімов — епізод
- Бібіза Куланбаєва — епізод
- Віктор Пусурманов — епізод

## Знімальна група
- Режисери — Асхат Ашрапов, Віктор Пусурманов
- Сценарист — Сатімжан Санбаєв
- Оператор — Асхат Ашрапов
- Композитор — Газіза Жубанова
- Художник — Ідріс Карсакбаєв